# مزولیز
مزولیز (که با نام‌های پاتوق مزولی، گوشت مزولی یا قصابی مزولی نیز شناخته می‌شود)، یک قصابی در گوگولثو، شهرکی در حومه کیپ تاون، در آفریقای جنوبی است. از زمان افتتاح مزولی در اوایل سال ۲۰۰۳، این رستوران به یک مکان تجمع محبوب برای ساکنان کیپ تاون و یک جاذبه گردشگری تبدیل شده است. در میان ساکنان گوگولثو، مزولی به محلی برای شراب‌زدگی و کم‌توجهی به جامعه محلی شهرت دارد.عنوان مزولیز از نام موسس و مالک آن مزولیز نگاووزل گرفته شده است.

## تاریخچه
این تأسیسات در اوایل سال ۲۰۰۳ افتتاح شد. مزولی، مالک آن، بودجه راه اندازیش را از بانک توسعه آفریقای جنوبی، که حامی مشاغل متعلق به سیاه‌پوستان است، بدست آورد. در اکتبر ۲۰۰۶، یک مطالعه اقتصادی اعلام کرد که مزولی از فروشنده غیررسمی گوشت در گاراژ به مالک یکی از محبوب‌ترین پاتوق‌های کیپ‌تاون بدل شده است.
در نوامبر ۲۰۰۶، بیش از ۳۰ مشتری موقت رستوران، از جمله جمعی از گردشگران و مشاوران اتحاد دموکراتیک مازیزول منقاسلا، در یک حمله پلیس به دلیل آشامیدن در ملاء عام دستگیر شدند. این رستوران مشروبات الکلی به‌فروش نمی‌رساند، اما نگاووزل توضیح داد که او نمی‌تواند مردم را از به‌همراه آوردن نوشیدنی خود بازدارد. این حادثه در مطبوعات محلی جنجال ایجاد کرد. گردانندهٔ تور، ریان هانت، ادعا کرد که پلیس به مراجعین فحاشی کرد و با تهدید مردم را از پرسیدن سؤال منع کرد. او بیان کرد «پلیس وضعیت خطرناکی ایجاد کرده است، مردم همیشه به بازدید از جاذبه‌های شهرک تشویق می‌شوند، اما با وضعیت کنونی از آن روی‌گردان می‌شوند. منقاسلا، عضو کمیته توسعه اقتصادی کیپ‌تاون، افزود: «مزولی اعتبار بین‌المللی دارد و برای گردشگری شهرک مهم است. پلیس چه نوع پیامی می‌خواهد برساند؟ " کنگره ملی آفریقا با اشاره به نیاز به محدودکردن مستی در ملاء عام، اقدامات پلیس را تأیید کرد.

## کسب و کار
مزولی یک تجارت خودساخته در شهرک گوگولثو، در همسایگی ۱۵ کیلومتری جنوب شرقی مرکز شهر کیپ‌تاون است. آنجا محل غذا خوردن و همچنین فروشگاه گوشتی است که به مراجعان آن به نوبه خود کارآفرینانی هستند که غذاهای گوشتی تهیه می‌کنند و ارائه می‌دهند. مزولی همچنین سرگرمی‌های زنده‌ای را فراهم می‌کند و به عنوان محلی برای موسیقی‌های دیپ‌هاوس و کویتو شناخته شده است.
همگام با افراد محلی، مزولی ستاره‌های تلویزیونی ،دی‌جیهایی مانند دی‌جی فِرِش، سیاستمدارانی مانند تونی ینجنی، بازرگانان، گردشگران و دانشجویان را به خود جذب می‌کند. مزولی به عنوان «پایگاه اصلی» در نظر گرفته می‌شود که «الماس‌های سیاه» در آن گرد هم جمع می‌شوند و معاشرت می‌کنند. در سپتامبر ۲۰۰۶، ساشا پلنتینگ از فاینانشیال میل از آنجا با عنوان «مقصدی برای همه» یاد کرد.

## پذیرش توسط محلی‌ها
برنامه‌ریزی‌هابی طولانی‌مدت مربوط به یک مرکز خرید که بخشی از آن متعلق به مزولی است، در سال ۲۰۰۸ مورد انتقاد برخی از ساکنان محلی قرار گرفت. برخی از کسب و کارها به صورت قانونی یا با تهدید از ساختمانهای قدیمی‌تر متعلق به مزولی تخلیه شدند. این ساختمانهای قدیمی تخریب شدند تا جایی برای ساخت و ساز املاک جدید ایجاد کنند. سایر ساکنان اطراف شکایت کردند که توسعه دهندهٔ ملک به اندازه کافی از ساکنان محلی را به استخدام در نیاورده است. منتقدین تهدید کردند که اگر او خواسته‌های مردم را برای تضمین دایمی کسب و کارهای محلی و نیازهای شغلی در حوالی مرکز خرید جدید برآورده نکند، به خرابکاری یا سوزاندن پاتوق مزولی و خانه نگاووزل خواهد پرداخت.